# Raymond de Waha
Raymond de Waha (ur. 16 maja 1877, zm. 10 sierpnia 1942). – luksemburski polityk, w latach 1920–1925 dyrektor generalny ds. rolnictwa Luksemburga.

## Życiorys
5 stycznia 1920 objął stanowisko dyrektora generalnego rolnictwa w drugim rządzie premiera Émile’a Reutera. Zastąpił Auguste’a Collarta, a urząd sprawował także w trzecim rządzie Reutera, łącznie przez ponad 5 lat, do 20 marca 1925, kiedy jego następcą został Pierre Prüm.